# Atelopus minutulus
Espèce
Statut de conservation UICN

 CR A3ce : 
En danger critique
Atelopus minutulus est une espèce d'amphibiens de la famille des Bufonidae.

## Répartition
Cette espèce est endémique du département du Meta en Colombie. Elle se rencontre entre 1 370 et 1 560 m d'altitude sur le versant Est de la cordillère Orientale.

## Publication originale
- Ruiz-Carranza, Hernández-Camacho & Ardila-Robayo, 1988 : Una nueva especie de Atelopus A. M. C. Dumeril & Bibron, 1841 (Amphibia: Bufonidae) de la Cordillera Oriental de Colombia. Trianea, vol. 1, p. 57-69.